# الاداغلو (بشاريات الشرقي)
الاداغلو (بالفارسية: الاداغلو) هي قرية تقع في إيران في قسم بشاریات الشرقي الریفي.